# Cruus af Gudhem
Cruus af Gudhem var en friherrlig släkt nr 14 på Riddarhuset i Sverige, sannolikt utslocknad 1692.
Ättlingarna till riksskattmästaren Jesper Mattson Krus, sonen Lars Kruus samt döttrarna till sonen Johan (1617–1644), upphöjdes till friherre respektive friherrinnor av Gudhem 1651.

## Medlemmar
- Lars Jespersson Cruus af Gudhem (1621–1656), före 1644 Cruus af Harfvila, friherre och militär, son till Jesper Mattsson Krus och Brita De la Gardie (Pontusdotter) (1581–1645), gift med grevinnan Agneta Horn (1629–1672).
  - Gustaf Cruus af Gudhem (1649–1692), militär, gift med Sidonia Juliana Lewenhaupt (1659–1737).
    - Jesper Kruus, död ung.

  - Johan Larsson Cruus af Gudhem (1650–1652), begravd i Björklinge kyrka.
  - Brita Cruus af Gudhem (1652–1716), gift med Fabian Wrede (1641–1712).
  - Anna Cruus af Gudhem (1654–1692), gift med Claes Fleming (1649–1685).

Johan Jespersson Cruus af Harfvilas döttrar med Catharina Oxenstierna:
- Brita Cruus af Gudhem (1641–1716), arvtagare av Krusenberg, gift med Jakob Lilliehöök (1633–1657), major och friherre.
- Anna Maria Cruus af Gudhem (1642–1716), gift med Carl Mauritz Lewenhaupt (1620–1666), fältmarskalk, riksråd och greve.
- Barbro Johansdotter Cruus af Gudhem (1643–okänt), gift 1:o med Carl Sparre (1632–1672), hovstallmästare, friherre, 2:o med Gustaf Gabrielsson Oxenstierna (1626–1693), riksråd, generalmajor och greve.
- Sofia Christina Johansdotter Cruus af Gudhem (1644–1668), gift med Gustaf Banér (1629–1680), riksråd, president och friherre.